# Letheobia pauwelsi
Letheobia pauwelsi — вид змій родини сліпунів (Typhlopidae). Ендемік Габону.

## Поширення і екологія
Letheobia pauwelsi відомі за типовим зразком, зібраним біля підніжжя гори Ібунджі в провінції Огове-Лоло, на висоті 580 м над рівнем моря. Вони живуть у вологих тропічних лісах.